# Жлуктенко Юрій Олексійович
Ю́рій Олексі́йович Жлукте́нко (нар. 18 (31) серпня 1915, Олександрівка — пом. 4 лютого 1990, Київ) — український мовознавець, перекладознавець, педагог, перекладач, доктор філологічних наук з 1969, професор з 1969, іноземний член Фризької академії (Нідерланди).

## Біографія
1937—1946 рр. — студент філологічного факультету Київського державного університету ім. Тараса Шевченка. Значний вплив на становлення Ю. О. Жлуктенка як дослідника справив відомий учений-германіст проф. І. В. Шаровольський, що був у 1937 р. деканом новоствореного ф-ту західноєвропейських мов і літератур.
1941—1945 рр. — на фронті, учасник боїв за звільнення України, Молдови, Румунії, Болгарії, Югославії, Угорщини, Австрії; нагороджений орденом «Червона зірка» та медаллю «За відвагу».
З 1946 р. — викладач, а з 1948 до 1954 р. завідувач кафедри іноземних мов Київського інституту кінорежисерів.
1954 р. — захистив кандидатську дисертацію на тему «Постпозитивні дієслівні приставки в сучасній англійській мові».
1955 р. — обраний на посаду завідувача кафедри іноземних мов Київського фінансово-економічного інституту (тепер Київський національний економічний університет ім. Вадима Гетьмана).
1968 р. — захистив докторську дисертацію на тему «Українсько-англійські міжмовні відносини в США і Канаді».
1969—1977 рр. — професор, завідувач кафедри англійської філології, декан факультету романо-германської філології Київського національного університету ім. Тараса Шевченка.
1975—1982 рр. — завідувач відділу романо-германського мовознавства Інституту мовознавства ім. О. О. Потебні.
1987 р. — обраний членом Фризької академії (Нідерланди).
1988—1989 рр. — провідний науковий співробітник-консультант відділу загального мовознавства Інституту мовознавства ім. О. О. Потебні.

## Наукова діяльність
Напрямки наукової діяльності: германістика, соціолінгвістика, контрастивна лінгвістика, загальне мовознавство, перекладознавство, лексикографія, методика викладання іноземних мов.
Ю. О. Жлуктенко опублікував близько 190 друкованих праць. Він був співавтором і відповідальним редактором ряду видань, що справили визначальний вплив на формування в Україні цілих лінгвістичних напрямків, зокрема контрастивної лінгвістики, соціолінгвістики, лінгвістичної теорії перекладу. Ю. О. Жлуктенко започаткував видання Вісника Київського університету (серія романо-германської філології) і наукового збірника «Исследования по романской и германской филологии» і з 1969 до 1978 р. очолював їхні редколегії. Ю. О. Жлуктенко першим з українських мовознавців системно досліджував мовне життя українців північноамериканської діаспори, присвятивши цій темі дві монографії («Українсько-англійські міжмовні відносини. Українська мова у США і Канаді», 1964 та «Українська мова на лінгвістичній карті Канади» (1990, опубліковано посмертно) та низку статей.
Особливо вагомим є внесок Ю. О. Жлуктенка в становлення українського перекладознавства як окремої філологічної дисципліни. Ю. О. Жлуктенко спільно з проф. О. І. Чередниченком став ініціатором заснування в 1979 р. першого в Україні періодичного наукового збірника з питань перекладознавства «Теорія і практика перекладу». З його ініціативи у 1971 р. в Київському університеті ім. Т.Шевченка було створено першу в Україні кафедру теорії і практики перекладу і відновлено викладання східних мов (арабської, китайської та японської). Він був співукладачем (разом з М. Подвезьком) першого післявоєнного українсько-англійського словника (1952). У 1974 р. вийшов за його редакцією (укладачі — М. Подвезько, М. Балла) англійсько-український словник. На базі цього словника укладено шкільний англійсько-український словник (видання 1978, 1984, 1991, 1994). У 1982 р. вийшло перше, а в 1987 — друге видання українсько-англійського словника, одним з укладачів і редактором якого був Ю. О. Жлуктенко.
Ю. О. Жлуктенко був перекладачем наукових і художніх творів, зокрема монографії У. Вайнрайха «Мовні контакти», роману фризького прозаїка Рінка ван дер Вельде «Верша», творів фризьких поетів, повісті «Небезпека» бельгійського письменника Й. Ванделоо.
Основні праці: Монографії
- Порівняльна граматика англійської та української мов. — К., 1960.
- Українсько-англійські міжмовні відносини. Українська мова в США і Канаді. — К., 1964.
- Навчання іноземних мов за методичною системою Ч. Фріза-Р. Ладо. — К., 1969.
- Лингвистические аспекты двуязычия. — К., 1974.
- Фризский язык (в соавт. С А. В. Двухжиловым) . — К., 1984.
- Українська мова на лінгвістичній карті Канади. — К., 1990.

Монографії за редакцією Ю. О. Жлуктенка
- Нариси з контрастивної лінгвістики. К., 1978.
- Варианты полинациональных литературных языков. К., 1981.
- Язык и идеология. К., 1981.
- Межязыковые отношения и языковая политика. К., 1988.

Підручники
- Ukrainian: підручник української мови для англомовців (у співавторстві з Н. І. Тоцькою, Т. К. Молодід) . — К., 1973, 1978.
- Elementary Ukrainian: підручник української мови для початкуючих англомовців (у співавт. з Н. І. Тоцькою) . — К., 1989.
- Изучаем украинский язык: Самоучитель / Ю. А. Жлуктенко, Е. А. Карпиловская, В. И. Ярмак. — К., 1991.

Вибрані статті
- Англійські синтаксичні впливи в мовленні українців США і Канади // Вісн. Київ. ун-ту. Серія іноземної філології. — 1974. — № 8.
- Структурне співвідношення моделі і копії при лексичному запозиченні // Вісн. Київ. Ун-ту. Серія іноземної філології. — 1975. — № 9.
- Контрастивна лінгвістика: проблеми і перспективи (у співавт. з В. Н. Бубликом) // Мовознавство. — 1976. — № 4.
- Українська іммігрантська мова в мовній ситуації Канади // Мовознавство. −1976. — № 6.
- Контрастивная лингвистика и типология // Исследования по романской и германской филологии. — К., 1977.
- Гетерогенні елементи в мовній системі // Мовознавство. — 1977. — № 4.
- Деякі питання теорії мовної варіативності // Питання романо-германської філології та методики викладання іноземних мов. — К., 1978.
- Концепція «природжених ідей» у генеративній граматиці Н.Хомського // Мовознавство. — 1980. — № 5.
- Проблеми адекватності перекладу (у співавт. з О. В. Двухжиловим) // Теорія і практика перекладу. — 1981. — № 6.
- Ідейні аспекти теорій «мовного планування» // Мовознавство. — 1982. — № 4.
- Розвиток досліджень з контрактивної лінгвістики в Угорській Народній Республіці // Мовознавство. — 1983. — № 4.
- Мовна ситуація й мовна політика в США: міфи і реальність (у співавт. з Н. М. Биховець) // Мовознавство. −1984. — № 5.
- Зовнішня мовна політика імперіалістичних держав 70-80-х років // Мовознавство. −1985. — № 3.
- Мовна ситуація і мовна політика Великої Британії // Мовознавство. −1985. — № 5.
- Процеси архаїзації в англійській лексиці (у співавт. з Ю. І. Шевчуком) // Іноземна філологія. — 1985. — Вип. 79.
- Органічність мови як соціолінгвістичний параметр багатомовної ситуації // Мовознавство. — 1987. — № 4.
- Мова етнічної групи в світлі теорії мовної варіативності // Мовознавство. −1988. — № 1.
- Переклик двох національних поезій // Всесвіт. — 1988. — № 10.
- Ukrainian poetry in the Netherlands // Ukraine. — 1988. — No 9.
- Аспекти контрактивної лексикології // Мовознавство. −1989. — № 6.
- Проблеми іншомовної інтерпретації Шевченкового слова // Мовознавство. −1989. — № 3.
- Сучасні проблеми теорії та практики мовного планування // Мовознавство. −1990. — № 4.

Переклади
- Вайнрайх У. Языковые контакты / Переклад з англійської. — К: Вища школа, 1979.
- Рінк ван дер Вельде. Верша / Переклад із фризької // Всесвіт. — 1983. — № 7.
- Ванделоо Й. Небезпека / Переклад з фламандської // Всесвіт. — 1987. — № 10.
- Над озерами білі вітрила (антологія фризької поезії) / Переклад із фризької (у співавт. з А. П. Грузином). — К., 1997.